# Glomeromicots
Els glomeromicots (Glomeromycota) són un fílum o divisió del regne dels fongs (Fungi). Antigament, els glomeromicots formaven l'ordre dels glomals (grafia incorrecta de Glomerales) classificat tradicionalment dins dels zigomicots (Zygomycota), però en les últimes dècades ha passat a considerar-se una divisió independent i molt antiga dels fongs. Els estudis sobre el seu ADN indiquen que els seus parents actuals més propers són les divisions Basidiomycota i Ascomycota, dels quals es van separar fa 600-620 milions d'anys, abans que els basidiomicots i els ascomicots se separessin entre si. La seva presència en terra està testimoniada en el registre fòssil des de fa almenys 460 milions d'anys, durant el període Ordovicià.
Els glomeromicots es caracteritzen per mancar de qualsevol tipus de reproducció sexual i ser simbionts obligats de plantes terrestres. Amb aquestes formen les micorrizes arbusculars —també anomenades endomicorrizes—, un tipus d'associació micorrizògena que es caracteritza per l'entrada de les hifes del fong a l'interior de les cèl·lules de l'arrel de la planta hoste, on formen vesícules alimentàries i formacions conegudes com a arbuscle, que es ramifiquen dicotòmicament. Traces d'aquestes estructures s'observen ja en els fòssils de les primeres plantes terrestres, fa 400 milions d'anys, de manera que es pot assegurar que aquesta associació va existir des del moment en què aquestes van evolucionar a partir de les algues verdes, i que va ser un element imprescindible en el procés de colonització del medi terrestre, abans que evolucionaren unes arrels veritablement capaces de prendre els nutrients del sòl.
En l'actualitat, comprenen 150 espècies classificades en 10 gèneres. Antigament, les classificacions es feien exclusivament en funció de la morfologia de les seves espores, a les quals actualment s'han afegit les seqüenciacions d'àcids nucleics. A més de la seva existència obligada com a simbionts, els Glomeromycota es diferencien d'altres fongs en les dimensions de les espores (cadascuna amb diversos nuclis) i les seves hifes no septades.

## Filogènia
Relacions entre quatre dels ordres de Glomeromycota :
|  | \| \| Diversisporales \| \| \| \| \| \| Glomerales \| \| \| \| |
|  |                                                                |
|  | Archaeosporales                                                |
|  |                                                                |
|  | Diversisporales                                                |
|  |                                                                |
|  | Glomerales                                                     |
|  |                                                                |

|  | Diversisporales |
|  |                 |
|  | Glomerales      |
|  |                 |

|  | \| \| Diversisporales \| \| \| \| \| \| Glomerales \| \| \| \| |
|  |                                                                |
|  | Archaeosporales                                                |
|  |                                                                |
|  | Diversisporales                                                |
|  |                                                                |
|  | Glomerales                                                     |
|  |                                                                |

|  | Diversisporales |
|  |                 |
|  | Glomerales      |
|  |                 |

## Taxonomia
El fílum dels glomeromicots inclou tres classes i sis ordres:
Classe Archaeosporomycetes
- Orde Archaeosporales

Classe Glomeromycetes
- Ordre Diversisporales
- Ordre Entrophosporales
- Ordre Gigasporales
- Ordre Glomerales

Classe Paraglomeromycetes
- Ordre Paraglomerales